# Prospalta coptica
Prospalta coptica là một loài bướm đêm trong họ Noctuidae.